# Miroslav Klinger
Pour les articles homonymes, voir Klinger.
Miroslav Klinger, né le 20 janvier 1893 à Prague et mort le 10 février 1979 dans la même ville, est un gymnaste artistique et un homme politique tchécoslovaque.

## Carrière
Miroslav Klinger est médaillé d'or au cheval d'arçons, à la barre fixe et par équipes ainsi que médaillé d'argent aux barres parallèles aux Championnats du monde de gymnastique artistique 1922 à Ljubljana. 
Il dispute deux éditions des Jeux olympiques. En 1920 à Anvers, il est quatrième du concours par équipes ; en 1924 à Paris, il est cinquième du concours par équipes, septième du saut de cheval et du cheval d'arçons.
Membre actif de l'organisation Sokol, il est déporté aux camps de concentration de Dachau  et Buchenwald durant la Seconde Guerre mondiale.
Il siège pour le Parti national social tchèque à l'Assemblée nationale tchécoslovaque de 1948 à 1960.